# Simulium venezuelense
Simulium venezuelense es una especie de insecto del género Simulium, familia Simuliidae, orden Diptera.

## Distribución
Se distribuye por Brasil y Venezuela.

## Taxonomía
Fue descrita científicamente por Perez & Peterson, 1981.